# Пилипчук Віталій Васильович
Віта́лій Васи́льович Пилипчу́к (* 1986) — старший лейтенант Збройних сил України, 1-а аеромобільно-десантна бригада, учасник російсько-української війни.

## Бойовий шлях
2008 року закінчив Львівський інститут Сухопутних військ імені гетьман Петра Сагайдачного, спеціальність «бойове застосування та управління діями аеромобільних підрозділів».
Командир роти аеромобільно-десантної підготовки аеромобільно-десантного батальйону, 95-та окрема аеромобільна бригада.
Перебував з підрозділом на блокпосту № 1 під Слов'янськом. Атака бойовиків почалася під вечір, українських військовиків намагалися взяти в кільце та знищити, почався мінометний обстріл, з трьох напрямків рушили танки противника. Сили терористів були більшими, Пилипчук вирішив викликати вогонь на себе, це давало можливість не зімкнутися оточенню. Після цього з 80 бійцями рушив полями з блокпоста; поранило в руку. У бою загинуло четверо військовиків; Пилипчука прооперували в Київському госпіталі.
У жовтні 2014 року здійснював спробу прориву до 32-го блокпоста на Бахмутській трасі. У БТР Віталія влучила ракета ПТРК, він доклав усіх зусиль для евакуації особового складу. Сам Віталій дістав поранення, переніс згодом 2 операції.

## Нагороди
26 липня 2014 року — за особисту мужність і героїзм, виявлені у захисті державного суверенітету та територіальної цілісності України, вірність військовій присязі під час російсько-української війни, відзначений — нагороджений орденом Богдана Хмельницького III ступеня.
31 жовтня 2014-го — орденом Богдана Хмельницького II ступеня.